# Portrait des princes palatins
Le Portrait des princes palatins est un tableau réalisé par le peintre flamand Antoine van Dyck en 1637 en Angleterre. De format horizontal, cette huile sur toile est un double portrait de deux des fils de Frédéric V du Palatinat et d'Élisabeth Stuart.
Tous deux en armure, les jeunes hommes sont figurés à mi-cuisses. À gauche, Charles Louis se tient devant une tenture rouge et or, le regard vers le point de vue du spectateur. À droite, et davantage de profil, son frère Rupert se trouve devant une ouverture donnant sur un paysage.
L'œuvre a été peinte pour Charles Ier, le roi d'Angleterre, d'Écosse et d'Irlande. Achetée par Louis XIV à Everhard Jabach en 1671, elle est conservée au musée du Louvre, à Paris, en France.